# Manuel Corrales
Pour les articles homonymes, voir Corrales.
Manuel Alejandro Corrales Gonzáles, né le 3 août 1982 à Lima au Pérou, est un footballeur International péruvien qui évoluait au poste de latéral gauche. 

## Biographie
Il arrive au FC Metz en août 2006. Mais il n'obtiendra jamais la confiance de Francis De Taddeo qui le cantonne à l'équipe réserve. Annoncé sur le départ à l'automne 2007, il est intégré dans le groupe restreint à l'arrivée d'Yvon Pouliquen à la tête des Grenats. Après une année blanche en Ligue 2 et 18 mois après son arrivée, il fait ses débuts en championnat le 12 janvier 2008 lors de la rencontre Lille - Metz (1-1). Fin mai 2008, en accord avec le club, il résilie son contrat qui courait jusqu'en juin 2009 pour retourner à Lima. Il se fait aussitôt opérer d'une pubalgie qui l'avait contraint à ne plus jouer alors qu'il avait la confiance d'Yvon Pouliquen.

## Palmarès
| Alianza Lima - Championnat du Pérou (1) : - Champion : 2006. |  | Cusco FC - Championnat du Pérou D2 (1) : - Champion : 2022. |